# Питкяярви (озеро, Питкярантский район)
Пи́ткяя́рви (Питкя-ярви; фин. Pitkäjärvi) — озеро на территории Харлуского сельского поселения Питкярантского района Республики Карелия.

## Общие сведения
Площадь озера — 0,5 км². Располагается на высоте 89,1 метров над уровнем моря.
Форма озера продолговатая: вытянуто с северо-запада на юго-восток. Берега скалистые, местами обрывистые.
Из северо-западной оконечности Питкяярви вытекает безымянный ручей, впадающий с правого берега в ручей Питкяярвенноя (фин. Pitkäjärvenoja), приток реки Лёютёоя, втекающий в реку Янисйоки недалеко от остановочного пункта Харлу.
Населённые пункты возле озера отсутствуют. Ближайший — посёлок Харлу — расположен в 3 км к востоку от озера.
Название озера переводится с финского языка как «длинное озеро».
Код объекта в государственном водном реестре — 01040300211102000013544.